# The Cure Live in Japan
Live In Japan — концертне відео гурту The Cure, записане 17 жовтня 1984 в Nakano Sun Plaza в Токіо, і видане тільки в Японії на форматах VHS і Betamax в лютому 1985 року.
Окрім концерта, відео включає деякі кадри за лаштунками і інтерв'ю з субтитрами на японській мові.

## Список композицій
1. Shake Dog Shake
2. Play For Today
3. Primary
4. Wailing Wall
5. The Empty World
6. The Hanging Garden
7. The Walk
8. One Hundred Years
9. Give Me It
10. A Forest
11. The Top
12. Charlotte Sometimes
13. Let's Go To Bed
14. The Caterpillar
15. Boys Don't Cry
16. 10:15 Saturday Night
17. Killing An Arab
18. The Lovecats

## Склад гурту
- Роберт Сміт — вокал, гітара, флейта в «Wailing Wall», скрипка в «The Caterpillar»
- Лол Толхерст — клавішні
- Порл Томпсон — гітара, клавішні і саксофон
- Енді Андерсон — ударні
- Філ Торнеллі — бас-гітара